# Aquadeo (Saskatchewan)
Aquadeo ist ein Feriendorf (Resort Village), umgeben von der Gemeinde Meota No. 468, im Westen der Provinz Saskatchewan. Die Gemeinde gehört zu der Gruppe der „urban municipalities“ und verfügt, wie alle „urban municipalities“ in der Provinz, über eine eigenständige Verwaltung. Im Jahr 2016 lebten in Aquadeo 111 Personen. Der Name der Ortschaft ist ein Kofferwort aus Aquatic und Rodeo.
Das Resort Village liegt am Jackfish Lake und bietet zahlreiche Freizeitaktivitäten, darunter Angeln, Schwimmen, Rudern und Jagen. Zudem befindet sich in Aquadeo seit 1951 ein Golfplatz mit einem dazugehörigen Verein.

## Lage
Aquadeo liegt am Nordufer des Jackfish Lake, in der Census Division No. 17 und nahe der Grenze zur Census Division No. 16. Etwa 40 km bis 50 km in südlicher Richtung befindet sich North Battleford. Direkt an Aquadeo verläuft der Highway 674, welcher den Highway 697 im Westen und den Highway 4 im Osten verbindet. Südlich von Aquadeo am östlichen Ufer des Jackfish Lake liegt der Weiler „Bayview Heights“ sowie der Battleford Provincial Park.

## Nachbarorte
Unmittelbar umgeben ist die Gemeinde von der „Rural Municipality of Meota No. 468“. Weitere benachbarte Gemeinden am See sind:
- Cochin
- Meota
- Metinota

## Demografie
Im Jahr 2001 hatte Aquadeo laut der ersten Volkszählung 62 Einwohner. Fünf Jahre später, 2006, betrug die Zahl der im Ort lebenden Personen 123. Somit stieg der Wert zwischen 2001 und 2006 um 98,4 %. Bis zum Jahr 2011 sank die Einwohnerzahl von 123 auf 84. Mindestens 31,71 % der Personen verließen Aquadeo in den Jahren 2006 und 2011. Laut der letzten Zählung von 2016 wurden in der Ortschaft 111 Einwohner registriert. Somit stieg der Bevölkerungswert um 32,1 %.
In Aquadeo befinden sich ca. 387 Häuser in Privatbesitz. Das Durchschnittsalter der Bewohner liegt bei rund 58 Jahren.